# Nigma flavescens
Nigma flavescens (tên tiếng Anh: geel kaardertje) là một loài nhện trong họ Dictynidae.
Loài này thuộc chi Nigma. Nigma flavescens được Charles Athanase Walckenaer miêu tả năm 1830.